# Lummelunds bruk

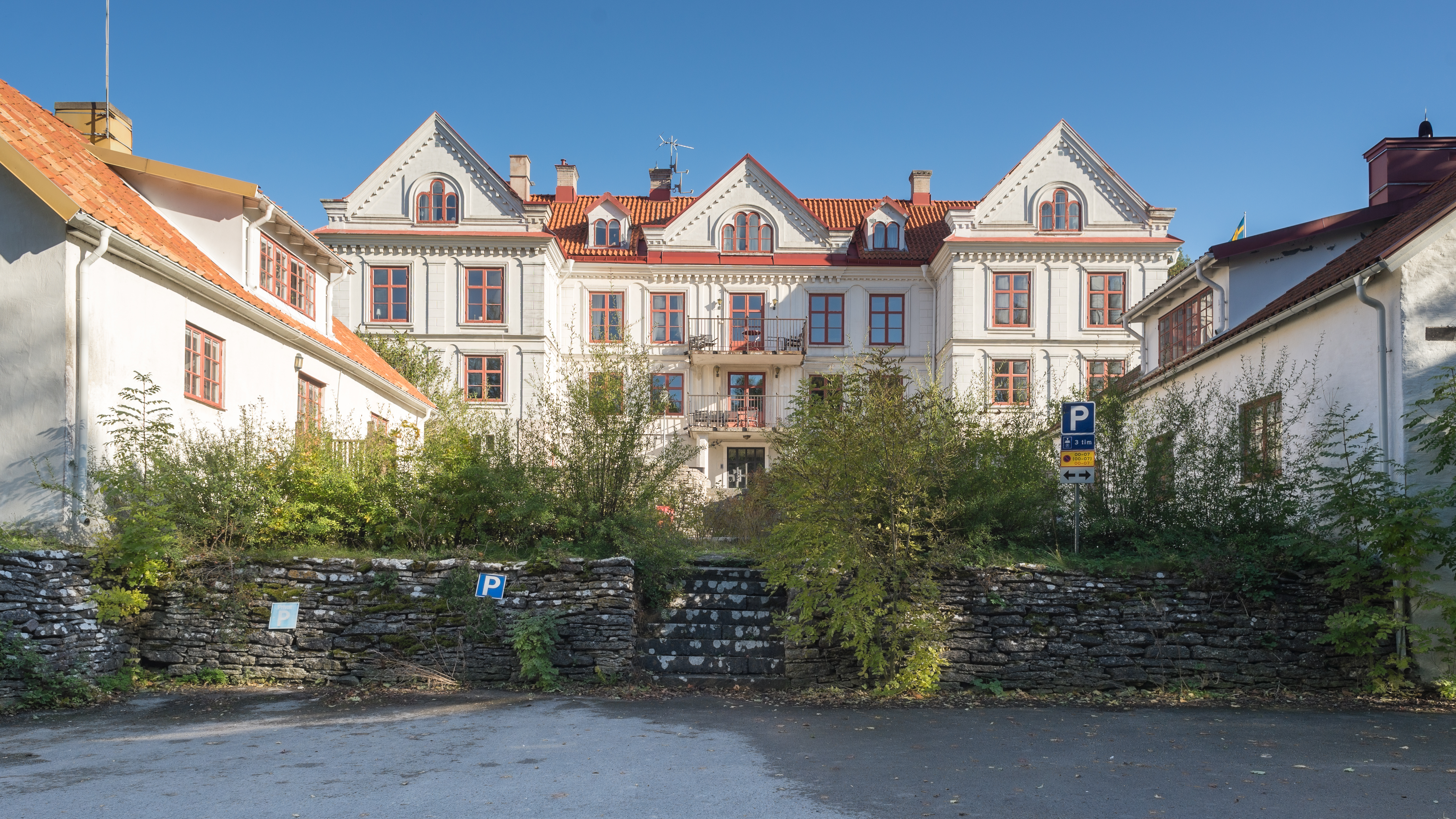
Huvudbyggnaden vid Lummelunds bruk.

Lummelunds bruk är ett före detta bruk i Lummelunda socken på Gotland, Sverige. På grund av lätt tillgänglig vattenkraft från den underjordiska Lummelundaströmmen som där bryter fram ur berget kom platsen tidigt att nyttjas för kvarndrift.

## Historia

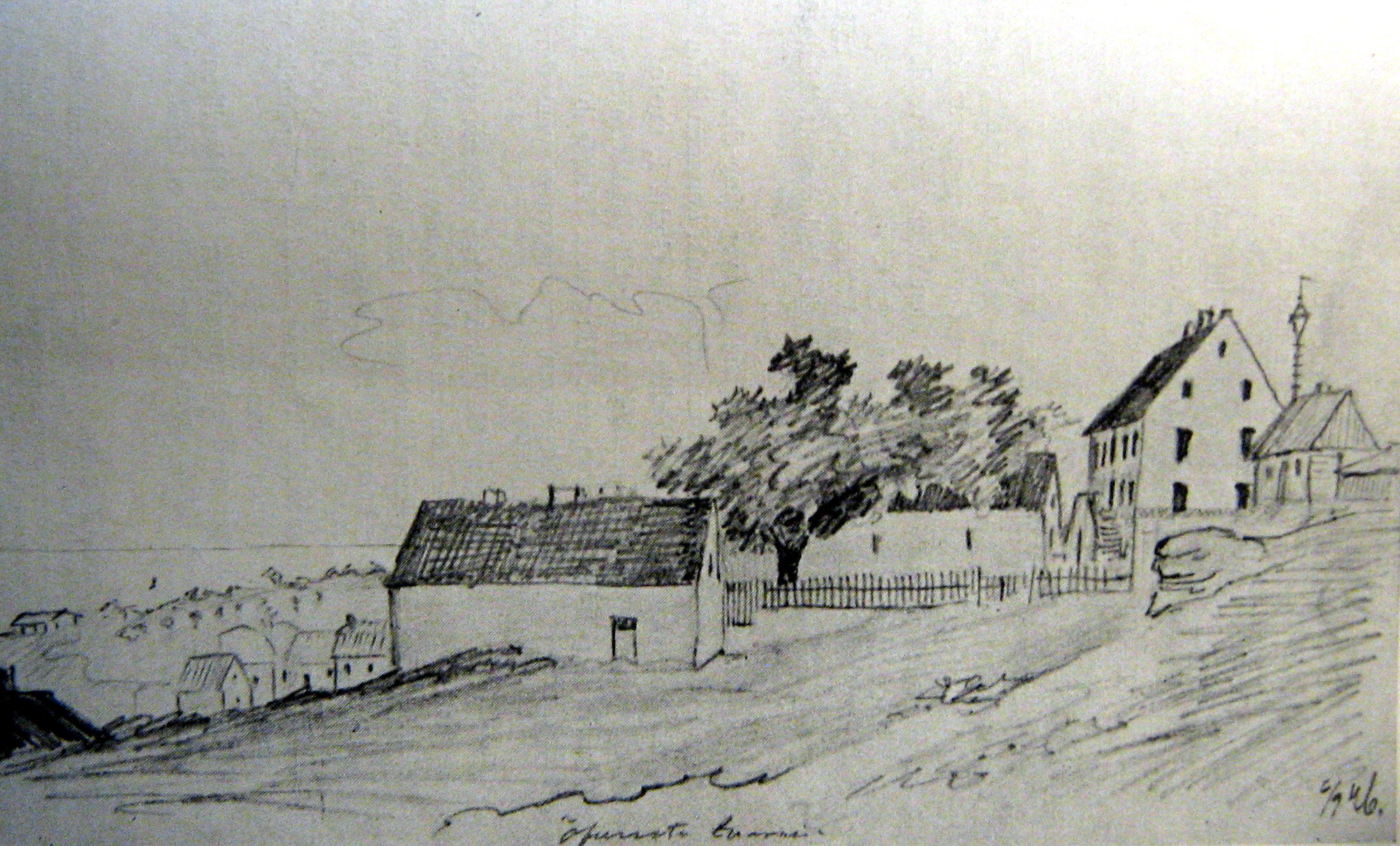
Huvudbyggnaden på Lummelunds bruk 1846, teckning av Pehr Arvid Säve.

Enligt ett tvistemål rörande uppdämning av Marteboträsk och Lummelunda träsk 1778 sägs att Lummelunda kvarn skall ha anlagts 1418. Några dokument som bevisar detta finns dock inte. Det äldsta säkra belägget på en kvarn här härrör från 1594, då jordeboken tre kvarnar, varav den nedersta även har en sågkvarn. 1620 fick ståthållaren på Visborgs slott Christoffer Ulfeldt rätt att bygga två sågkvarnar i lummelundaströmmen och samtidigt förbjöds all annan byggnation av sågkvarnar på Gotland under åtta års tid.
Sedan Gotland 1645 efter freden i Brömsebro blivit svenskt beklagade sig snart landshövdingen Åke Ulfsparre över bristen på kläde. 1649 upprättade handelsmannen i Stockholm Kristoffer Neuman att ta sig an att upprätta ett vantmakeri på Gotland, vilket kom att anläggas vid Kopparsvik. Neuman förutom tidigare vantmakerirörelse i Arboga, senare flyttad till Kungsholmen. Dessutom hade han varit intressent i flera järnbruk och tog nu tillfället i akt att söka tillstånd om att anlägga ett järnbruk vid Lummelundsån. Redan i november 1650 säger sig Neuman ha inlett arbetet med att anlägga en masugn och två smideshammare. Eftersom det inte fanns någon järnmalm på Gotland fraktades malmen från Utö gruvor i Stockholms skärgård. Ganska snart kom Neuman att även anlägga en masugn vid Vasta Kappelshamn, där hamnen för Neumans järnmalmsbåtar låg.
Kristoffer Neuman avled 1663 i samband med den pestepidemi som då härjade på Gotland. Hans änka drev sedan vidare bruket till 1697. Verksamheten förföll under den tiden allt mer, Brita Neuman intresserade sig främst för kalkbränning i de ugnar som maken anlagt vid Vasta, och överlät bruksdriften till fogdar.
1670 arrenderade en Vilhelm Facht bruket som sägs ligga öde av Brita Neuman och ingick då kontrakt med holländaren Mattias Trip fram till 1677 om att Facht skulle förestå bruket och sköta byggnationerna medan Trip skulle bistå med pengar mot monopol på järnförsäljningen. Malmen hämtades fortfarande främst från Utö gruvor, men en tid även från Vigselbo och Vahlgrunds gruvor i Roslagen. Under denna tid anlades en lastageplats för bruket vid Brissund. Under den danska ockupationen av ön 1676-79 låg produktionen nere. Trip förefaller ha dragit sig ur affärerna vid denna tid. Fachts affärer gick allt sämre och 1684 övertogs arrendet av bruket av rådmannen Holger Jönsson i Visby. Han hade svårt att få någon lönsamhet i bruksdriften och 1688 lämnade han över driften till Adam Helms. Då var masugnen i Vasta sedan några år nedlagd. Gustaf Adolf von der Osten genandt Sacken utsågs 1689 till landshövding på Gotland, och samma år började han ifrågasätta Brita Neumans skötsel av sina ägor och inledde 1690 rättssak om det hela. Brita var vid denna tid av ålderdom oförmögen att följa processen och den sköttes i stället av sonen Mårten Neuman som vid denna tid var rådman i Stockholm. Tvisten gällde även innestående skatteskulder från det tid ön varit drottning Kristinas livgeding. 1694 föll domen, men Mårten Neuman vägrade betala, och till slut beslagtogs bruket. Det såldes 1699 till bruksförvaltaren Adam Helms mot löfte av skattelättnader. Vid denna tid var det mycket förfallet. Någon större lönsamhet lyckades Helms, som från 1704 mestadels vistades i Lübeck och överlät brukets drift på skrivaren Johan Dedekind inte få till stånd. Redan 1706 hade Helms insett att det inte gick att få bruket lönsamt, och 1709 ingav han ansökan till bergskollegium om att få bruket förklarat öde, vilket 1712 lyckades.
1727 gjorde Adam Helms svärson Johan Dyhr tillsammans med Visbyborgmästaren Lothigius ett försök att starta upp driften på nytt. Någon tid därefter avled dock Dyhr och planerna skrinlades. På 1740-talet drev strömmen en mjölkvarn om två stenar, en sågkvarn samt en valkkvarn som dock endast kunde hållas igång delar av året.
Vid Överstekvarn anlades 1805 ett mindre pappersbruk för grovt papper, som var i drift ända fram till omkring 1885, i slutet dock endast en blygsam tillverkning. Bruket ägdes vid mitten av 1800-talet av släkten Fries.
En grandios herrgårdsbyggnad, en av Gotlands största, byggdes också år 1805 i anslutning till den högst upp belägna kvarnbyggnaden ("Överstekvarn").
Idag är Lummelunds bruk mest känt för Lummelundagrottan, vilken ligger i direkt anslutning till bruket. Bruket ägs sedan mer än 50 år av ägarfamiljen Ödin.

## Bilder

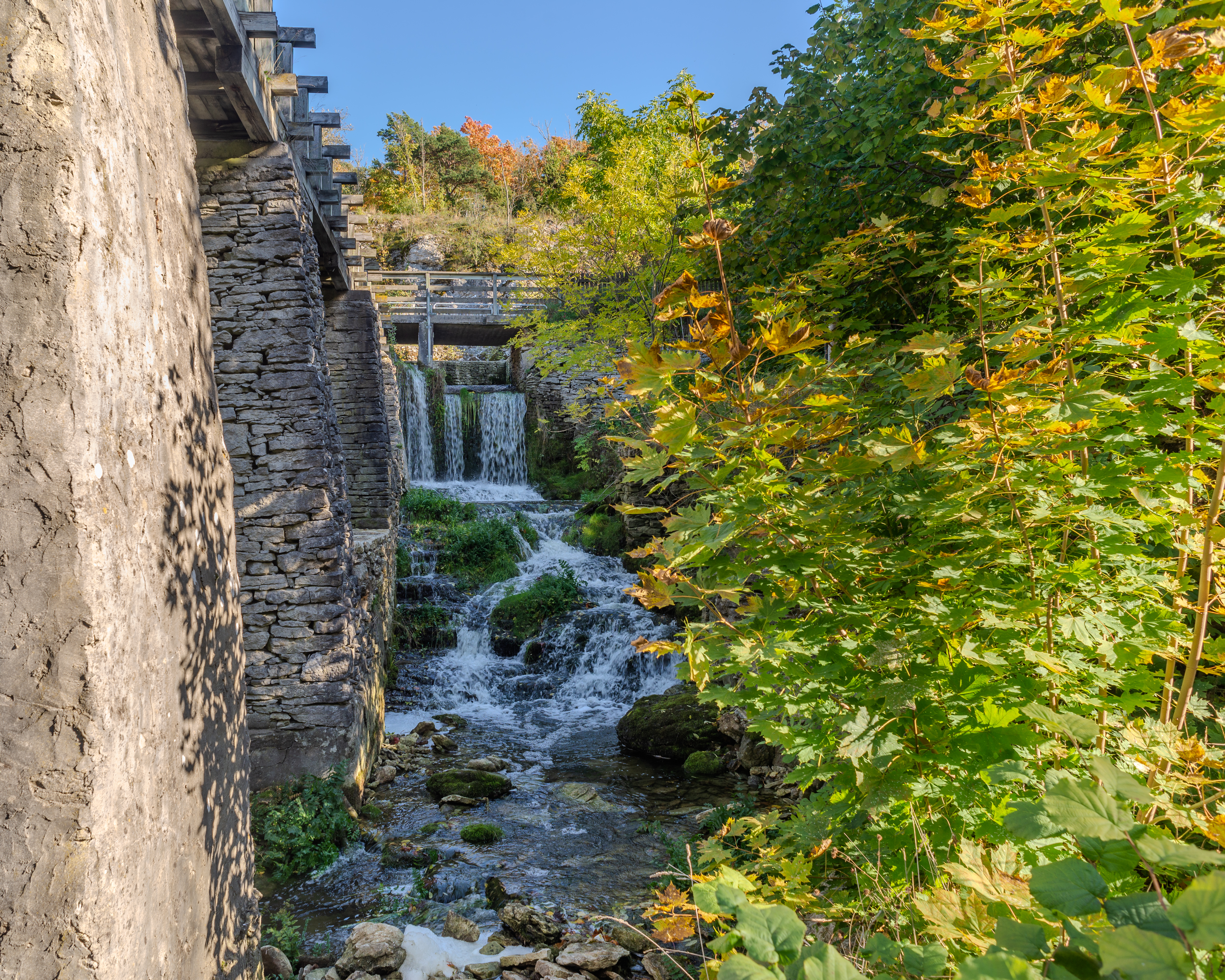
Del av den gamla bruksanläggningen.
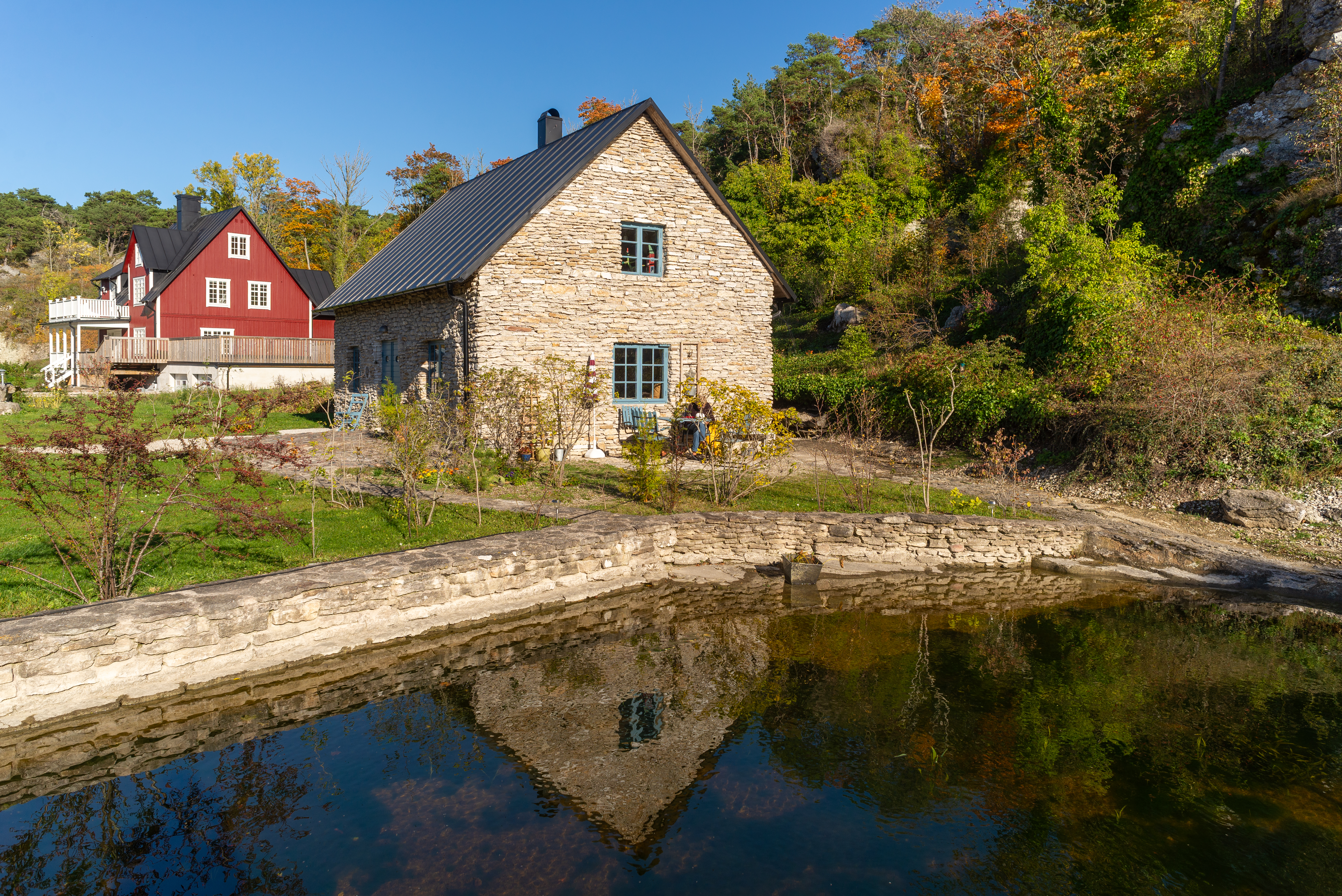
Byggnader på bruksområdet.
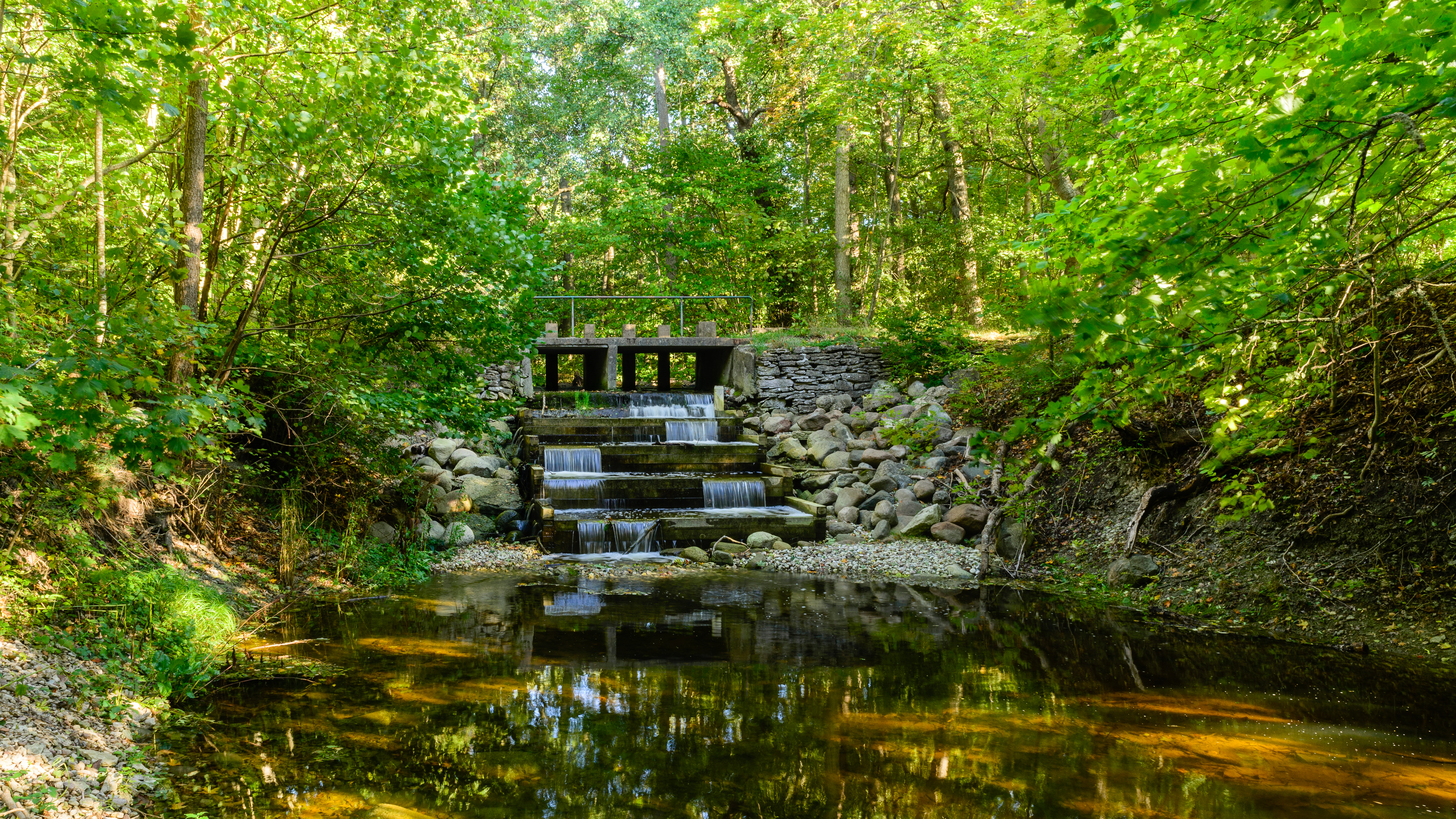
Lummelundaströmmen på bruksområdet med gamla dammar.
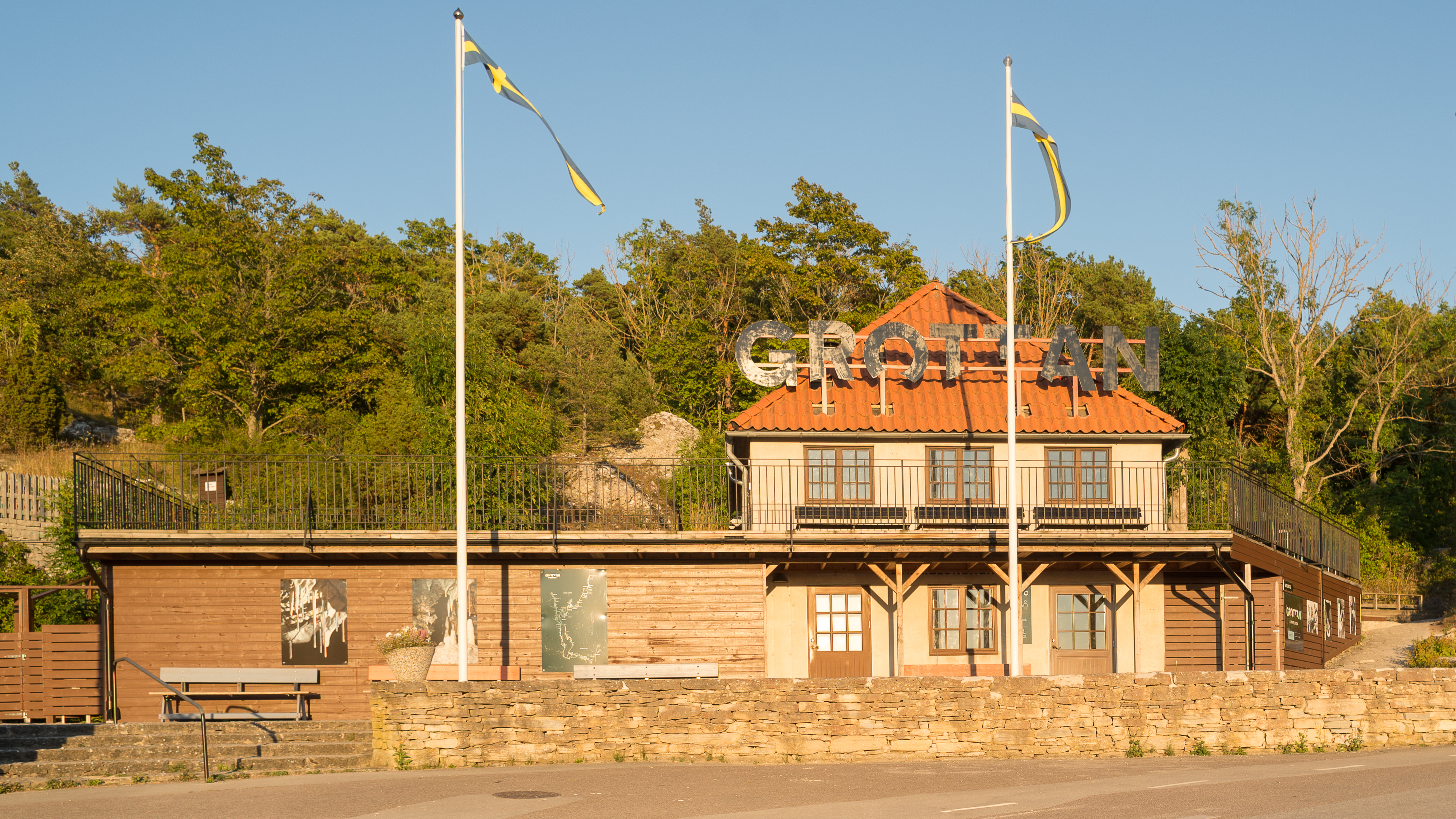
Besöksbyggnad till Lummelundagrottan.